# Güzelyurt (huyện)

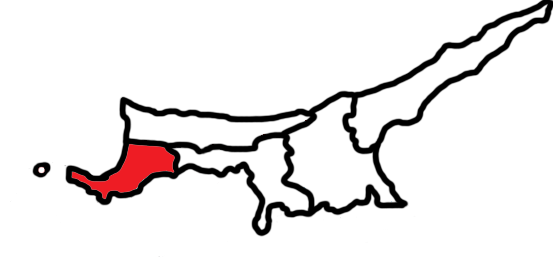
Vị trí huyện Güzelyurt ở Bắc Síp.

Güzelyurt là một huyện của Bắc Síp. Nó được chia thành 2 phân huyện: Güzelyurt và Lefka. Thủ phủ của nó là Morphou. Dân số năm 2006 là 29.264. Kaymakam là Menteş Gündüz.
Huyện này được tác ra từ huyện Lefkoşa.